# Associazione Sportiva Bari 1986-1987
Questa voce raccoglie le informazioni riguardanti l'Associazione Sportiva Bari nelle competizioni ufficiali della stagione 1986-1987.

## Divise e sponsor
Lo sponsor tecnico per la stagione 1986-1987 fu adidas, mentre lo sponsor ufficiale fu Cassa di Risparmio di Puglia.
| Casa | Trasferta |

## Rosa
| N. |                        | Ruolo | Calciatore           |
| -- | ---------------------- | ----- | -------------------- |
|    | Italia (bandiera)      | C     | Michele Armenise     |
|    | Italia (bandiera)      | A     | Alberto Bergossi     |
|    | Italia (bandiera)      | A     | Edi Bivi             |
|    | Italia (bandiera)      | A     | Stefano Brondi       |
|    | Italia (bandiera)      | D     | Massimo Carrera      |
|    | Inghilterra (bandiera) | C     | Gordon Cowans        |
|    | Italia (bandiera)      | C     | Francesco Cuccovillo |
|    | Italia (bandiera)      | D     | Giorgio De Trizio    |
|    | Italia (bandiera)      | D     | Fabio Ferri          |
|    | Italia (bandiera)      | A     | Gerardo Fiorillo     |
|    | Italia (bandiera)      | C     | Giulio Forte         |

| N. |                        | Ruolo | Calciatore           |
| -- | ---------------------- | ----- | -------------------- |
|    | Italia (bandiera)      | C     | Giuseppe Giusto      |
|    | Italia (bandiera)      | D     | Salvatore Guastella  |
|    | Italia (bandiera)      | P     | Luigi Imparato       |
|    | Italia (bandiera)      | D     | Maurizio Laureri     |
|    | Italia (bandiera)      | D     | Giovanni Loseto (II) |
|    | Italia (bandiera)      | P     | Giuseppe Pellicanò   |
|    | Inghilterra (bandiera) | A     | Paul Rideout         |
|    | Italia (bandiera)      | P     | Pantaleo Roca        |
|    | Italia (bandiera)      | A     | Elia Roselli         |
|    | Italia (bandiera)      | C     | Giorgio Roselli      |
|    | Italia (bandiera)      | C     | Angelo Terracenere   |

## Risultati

### Serie B

#### Girone di andata
| 14 settembre 1986 1ª giornata | Messina | 0 – 0 | Bari |  |

| 21 settembre 1986 2ª giornata | Bari | 0 – 0 | Parma |  |

| 28 settembre 1986 3ª giornata | Arezzo | 0 – 1 | Bari |  |

| 5 ottobre 1986 4ª giornata | Bari | 1 – 0 | Pisa |  |

| 12 ottobre 1986 5ª giornata | Lecce | 1 – 0 | Bari |  |

| 19 ottobre 1986 6ª giornata | Bari | 1 – 1 | Triestina |  |

| 26 ottobre 1986 7ª giornata | Bari | 1 – 1 | Pescara |  |

| 2 novembre 1986 8ª giornata | Lazio | 3 – 0 | Bari |  |

| 9 novembre 1986 9ª giornata | Bari | 0 – 1 | Cagliari |  |

| 4 dicembre 1960 10ª giornata | Lanerossi Vicenza | 0 – 0 | Bari |  |

| 23 novembre 1986 11ª giornata | Bari | 0 – 0 | Bologna |  |

| 30 novembre 1986 12ª giornata | Modena | 1 – 1 | Bari |  |

| 7 dicembre 1986 13ª giornata | Cesena | 1 – 0 | Bari |  |

| 14 dicembre 1986 14ª giornata | Bari | 1 – 1 | Cremonese |  |

| 17 novembre 1946 15ª giornata | Taranto | 1 – 1 | Bari |  |

| 4 gennaio 1987 16ª giornata | Bari | 1 – 1 | Catania |  |

| 11 gennaio 1987 17ª giornata | Campobasso | 1 – 0 | Bari |  |

| 18 gennaio 1987 18ª giornata | Bari | 0 – 0 | Genoa |  |

| 25 gennaio 1987 19ª giornata | Sambenedettese | 0 – 2 | Bari |  |

#### Girone di ritorno
| 8 febbraio 1987 20ª giornata | Bari | 1 – 0 | Messina |  |

| 15 febbraio 1987 21ª giornata | Parma | 2 – 1 | Bari |  |

| 1º marzo 1987 22ª giornata | Bari | 2 – 1 | Arezzo |  |

| 8 marzo 1987 23ª giornata | Pisa | 2 – 0 | Bari |  |

| 15 marzo 1987 24ª giornata | Bari | 2 – 0 | Lecce |  |

| 22 marzo 1987 25ª giornata | Triestina | 1 – 1 | Bari |  |

| 29 marzo 1987 26ª giornata | Pescara | 0 – 0 | Bari |  |

| 5 aprile 1987 27ª giornata | Bari | 1 – 1 | Lazio |  |

| 12 aprile 1987 28ª giornata | Cagliari | 2 – 2 | Bari |  |

| 19 aprile 1987 29ª giornata | Bari | 1 – 0 | Lanerossi Vicenza |  |

| 26 aprile 1987 30ª giornata | Bologna | 2 – 2 | Bari |  |

| 3 maggio 1987 31ª giornata | Bari | 3 – 0 | Modena |  |

| 10 maggio 1987 32ª giornata | Bari | 1 – 0 | Cesena |  |

| 17 maggio 1987 33ª giornata | Cremonese | 0 – 0 | Bari |  |

| 24 maggio 1987 34ª giornata | Bari | 1 – 0 | Taranto |  |

| 31 maggio 1987 35ª giornata | Catania | 1 – 0 | Bari |  |

| 7 giugno 1987 36ª giornata | Bari | 2 – 1 | Campobasso |  |

| 14 giugno 1987 37ª giornata | Genoa | 2 – 0 | Bari |  |

| 21 giugno 1987 38ª giornata | Bari | 3 – 4 | Sambenedettese |  |

## Statistiche

### Statistiche di squadra
| Competizione | Punti | In casa | In casa | In casa | In casa | In casa | In casa | In trasferta | In trasferta | In trasferta | In trasferta | In trasferta | In trasferta | Totale | Totale | Totale | Totale | Totale | Totale | DR |
| Competizione | Punti | G       | V       | N       | P       | Gf      | Gs      | G            | V            | N            | P            | Gf           | Gs           | G      | V      | N      | P      | Gf     | Gs     | DR |
| ------------ | ----- | ------- | ------- | ------- | ------- | ------- | ------- | ------------ | ------------ | ------------ | ------------ | ------------ | ------------ | ------ | ------ | ------ | ------ | ------ | ------ | -- |
| Serie B      | 39    | 19      | 9       | 8       | 2       | 22      | 12      | 19           | 2            | 9            | 8            | 11           | 20           | 38     | 11     | 17     | 10     | 33     | 32     | +1 |
| Coppa Italia | 4     | 2       | 0       | 1       | 1       | 1       | 3       | 3            | 1            | 1            | 1            | 2            | 1            | 5      | 1      | 2      | 2      | 3      | 4      | -1 |
| Totale       |       | 21      | 9       | 9       | 3       | 23      | 15      | 22           | 3            | 10           | 9            | 13           | 21           | 43     | 12     | 19     | 12     | 36     | 36     | 0  |

### Statistiche dei giocatori
| Giocatore      | Serie B  | Serie B | Serie B     | Serie B    | Coppa Italia | Coppa Italia | Coppa Italia | Coppa Italia | Totale   | Totale | Totale      | Totale     |
| Giocatore      | Presenze | Reti    | Ammonizioni | Espulsioni | Presenze     | Reti         | Ammonizioni  | Espulsioni   | Presenze | Reti   | Ammonizioni | Espulsioni |
| -------------- | -------- | ------- | ----------- | ---------- | ------------ | ------------ | ------------ | ------------ | -------- | ------ | ----------- | ---------- |
| M. Armenise    | 29       | 0       | ?           | ?          | ?            | ?            | ?            | ?            | 29+      | 0+     | ?           | ?          |
| A. Bergossi    | 28       | 1       | ?           | ?          | ?            | ?            | ?            | ?            | 28+      | 1+     | ?           | ?          |
| E. Bivi        | 18       | 2       | ?           | ?          | ?            | ?            | ?            | ?            | 18+      | 2+     | ?           | ?          |
| S. Brondi      | 31       | 4       | ?           | ?          | ?            | ?            | ?            | ?            | 31+      | 4+     | ?           | ?          |
| M. Carrera     | 26       | 0       | ?           | ?          | ?            | ?            | ?            | ?            | 26+      | 0+     | ?           | ?          |
| G. Cowans      | 38       | 3       | ?           | ?          | ?            | ?            | ?            | ?            | 38+      | 3+     | ?           | ?          |
| F. Cuccovillo  | 16       | 1       | ?           | ?          | ?            | ?            | ?            | ?            | 16+      | 1+     | ?           | ?          |
| G. De Trizio   | 34       | 2       | ?           | ?          | ?            | ?            | ?            | ?            | 34+      | 2+     | ?           | ?          |
| F. Ferri       | 24       | 0       | ?           | ?          | ?            | ?            | ?            | ?            | 24+      | 0+     | ?           | ?          |
| G. Fiorillo    | 1        | 0       | ?           | ?          | ?            | ?            | ?            | ?            | 1+       | 0+     | ?           | ?          |
| G. Forte       | 7        | 1       | ?           | ?          | ?            | ?            | ?            | ?            | 7+       | 1+     | ?           | ?          |
| G. Giusto      | 24       | 2       | ?           | ?          | ?            | ?            | ?            | ?            | 24+      | 2+     | ?           | ?          |
| S. Guastella   | 8        | 0       | ?           | ?          | ?            | ?            | ?            | ?            | 8+       | 0+     | ?           | ?          |
| L. Imparato    | 4        | -6      | ?           | ?          | ?            | ?            | ?            | ?            | 4+       | -6+    | ?           | ?          |
| M. Laureri     | 33       | 1       | ?           | ?          | ?            | ?            | ?            | ?            | 33+      | 1+     | ?           | ?          |
| G. Loseto      | 33       | 1       | ?           | ?          | ?            | ?            | ?            | ?            | 33+      | 1+     | ?           | ?          |
| G. Pellicanò   | 34       | -26     | ?           | ?          | ?            | ?            | ?            | ?            | 34+      | -26+   | ?           | ?          |
| P. Rideout     | 34       | 10      | ?           | ?          | ?            | ?            | ?            | ?            | 34+      | 10+    | ?           | ?          |
| E. Roselli     | 3        | 0       | ?           | ?          | ?            | ?            | ?            | ?            | 3+       | 0+     | ?           | ?          |
| G. Roselli     | 24       | 3       | ?           | ?          | ?            | ?            | ?            | ?            | 24+      | 3+     | ?           | ?          |
| A. Terracenere | 32       | 0       | ?           | ?          | ?            | ?            | ?            | ?            | 32+      | 0+     | ?           | ?          |